# Třebešice, Benešov
Třebešice là một làng thuộc huyện Benešov, vùng Středočeský, Cộng hòa Séc.